# Michał Pollak (drukarz)
Michał Andrzej (Jędrzej) Pollak (ur. 22 września 1865 w Sanoku, zm. 1931) – polski drukarz, księgarz, wydawca, dziennikarz.

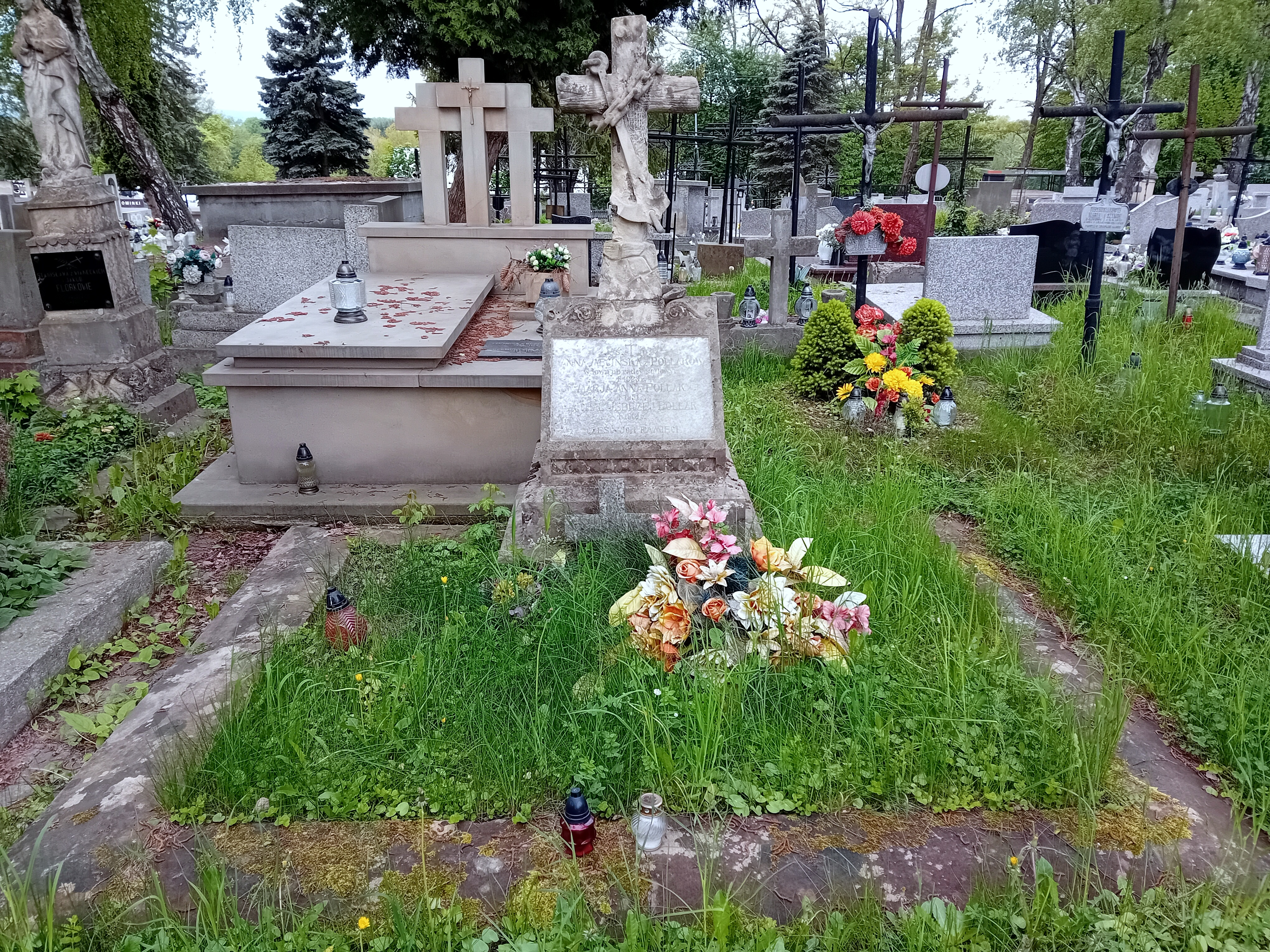
Grobowiec Pollaków

## Życiorys
Michał Andrzej Pollak urodził się 22 września 1865 w Sanoku. Był synem pochodzącego z Moraw i osiadłego w Sanoku drukarza, księgarza oraz wydawcy Karola Pollaka (1818–1880) i Marii z domu Zaręba wzgl. Zaremba (ur. 1833, zm. 1911). Miał dziesięcioro rodzeństwa, w tym m.in. Rudolfa (ur. 1853), Annę (ur. 1855), Mariannę (zm. 11 maja 1863 w wieku 5,5 lat), Karola (właśc. Franciszek Karol, 1859–1928, elektrotechnik, przedsiębiorca i wynalazca), Antoniego Alojzego (1862-1863), Helenę Józefę (1867-1950, od 1904 zamężna z Wojciechem Ślączką), Marię Wandę (1869-1894), Antoniego Władysława (ur. 1870, Józefa (zm. 1872 w wieku 1,5 roku), Jadwigę Michalinę (ur. 1872, od 1910 zamężna z Mieczysławem Kulikowskim), Elżbietę Zofię (1877-1913, po mężu Chabińska). 
Ukończył studia o profilu handlowym. Pomimo uzyskanego odrębnego wykształcenia, po śmierci ojca przejął i prowadził założoną przez niego w Sanoku drukarnię, nadal działającą pod nazwą „Drukarnia i Księgarnia Karola Pollaka”. Uchwałą Rady Miejskiej w Sanoku z około 1894/1895 został uznany przynależnym do gminy Sanok. W 1909 Maria Pollak odstąpiła prowadzenie drukarni Franciszkowi Patale. Był redaktorem i wydawcą „Gazety Sanockiej” od 1895, a od stycznia 1912 do 1914 redaktorem naczelnym i odpowiedzialnym „Tygodnika Ziemi Sanockiej”  (prowadzonego przez środowisko narodowych demokratów; od września 1911 wydawany przez Drukarnię Franciszka Patały).
Był członkiem i działaczem sanockiego gniazda Polskiego Towarzystwa Gimnastycznego „Sokół” (1892, 1893, 1894, 1912). Od około 1898 do około 1901 był asesorem ze stanu kupieckiego do senatu dla spraw handlowych przy c. k. Sądzie Obwodowym w Sanoku. W połowie 1910 jako asesor ze stanu kupieckiego został powołany do sądowego senatu dla spraw handlowych przy c. k. Sądzie Obwodowym w Sanoku z tytułem cesarskiego radcy (wraz z nim mianowany Antoni Woliński) i pełnił funkcję w kolejnych latach.
Zmarł w 1931 i pochowany na Cmentarzu Komunalnym w Krośnie. Był żonaty z Marią Anną (zm. 1931).